# Postroute Braunschweig–Göttingen

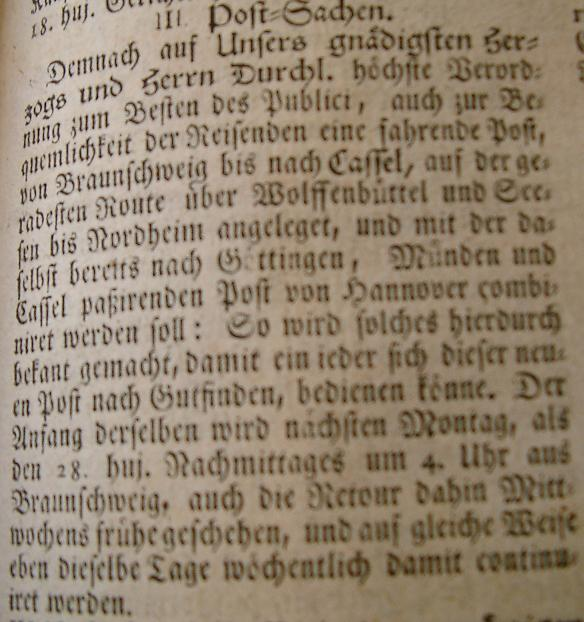
Braunschweiger Anzeigen von 1745

Bei der Postroute Braunschweig–Göttingen handelt es sich um die fahrenden und reitenden Posten nach Göttingen und weiter nach Kassel. Ebenso behandelt der Artikel die Postgeschichte der Orte im Kreis Gandersheim.

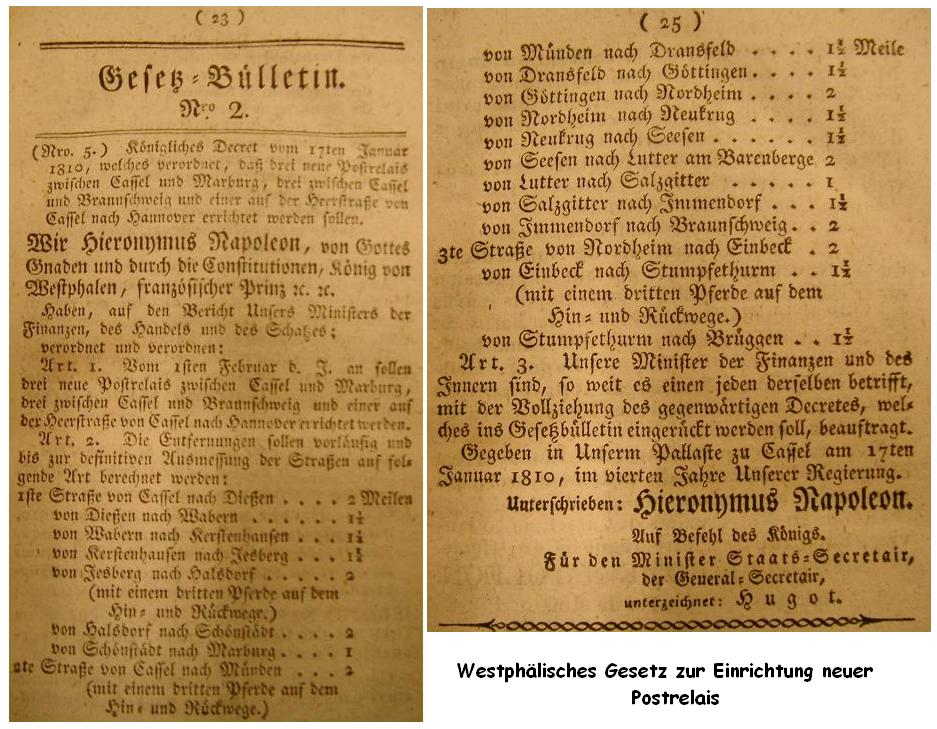
Postgesetz von 1810

## Fahrpost

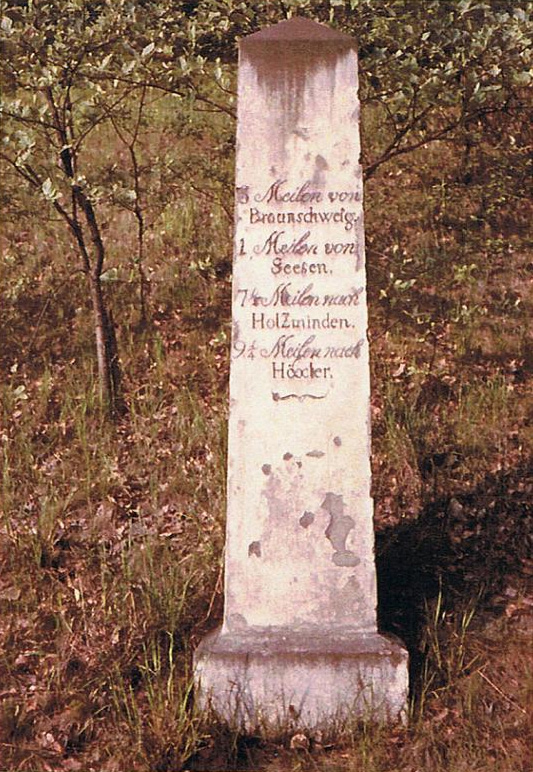
Meilenstein an Dannhäuser Berg an der B 64

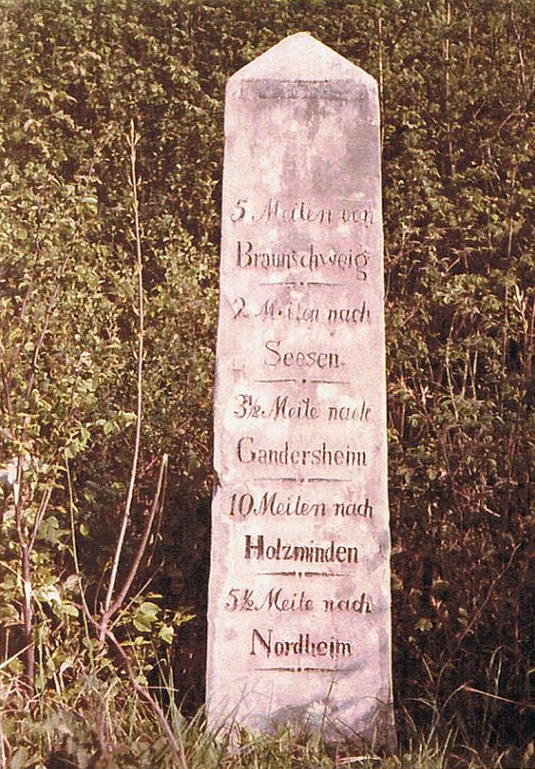
Meilenstein in Könneckenrode, Goslar-Lutter an Bbg.

Der Harzbezirk ist eine Bezeichnung für den Kreis Gandersheim des Herzogtums Braunschweig-Wolfenbüttel, der vor 1806 die Städte Gandersheim und Seesen, die Stifte Gandersheim, Frankenberg, Klus und Brunshausen, die Ämter Gandersheim, Seesen, Staufenburg, Langelsheim, Harzburg und Lutter am Barenberge und 11 adelige Gerichte umfasste und 1799 auf 9¼ mi² (510 km²) mit 25.614 Einwohnern zählte.
Die Braunschweiger Anzeigen berichteten 1745 von der Einrichtung einer fahrenden Post von Braunschweig nach Kassel über Wolfenbüttel, Immendorf, Lutter am Barenberg, Seesen, Gittelde nach Northeim. In Northeim hatte man Anschluss auf die Fahrpost Hannover-Kassel.
Nach einem Postbuch der von den Thurn und Taxis betriebenen Kaiserlichen Reichspost von 1764 sind eine Reitpost von Braunschweig über Lutter 4 – Seesen 2 – Northeim 3 und weitere 2 Meilen nach Göttingen, sowie eine Fahrpost von Braunschweig über Barum 2 – Lutter 2 – Seesen 2 – Northeim 3 – Göttingen 2 – Münden 3 und weitere 2 Meilen bis Kassel, angegeben.
In der westphälischen Zeit ging eine Kurierpost von Kassel nach Hamburg über Braunschweig und versorgte Braunschweig, Clausthal, Dassel, Einbeck, Elze, Gandersheim, Göttingen, Goslar, Hardegsen, Helmstedt, Hildesheim, Königslutter, Moringen, Münden, Noerten, Osterode, Peine, Salzgitter, Schöningen, Schöppenstedt, Seesen, St. Andreasberg, Uslar und Wolfenbüttel mit Post.
Hinzu kam eine Schnellpost nach Hannover mit Abzweig ab Northeim mit der Post für Seesen, Lutter am Barenberg und Immendorf über Braunschweig.

## Gandersheim

Frühe Poststempel aus Gandersheim

Eine Poststelle ist in Gandersheim im Jahre 1641 durch den Braunschweig-Lüneburgischen Postmeister im Herzogtum Calenberg, Rütger Hinüber (Hildesheim), eingerichtet worden. Gemäß einem Rescript vom 3. Dezember 1708 wurde am 1. Januar 1709 daraus eine Postexpedition der Braunschweig-Wolfenbüttelschen Landespost. Es sind Briefe mit handschriftlichem Ortsvermerk aus dieser Zeit bekannt.

Seltener westphälischer Stempel

Gandersheim gehörte zwischen 1810 und 1813 zum Königreich Westphalen. In dieser Zeit war Postdirektor Strube, „Directeur expäditeur“, für die Post-Expedition zuständig. Er verwendete einen Einzeiler „Gandersheim“, einen Franco- sowie einen Déboursés-Stempel.
Wieder Braunschweigisch wurde der Einzeiler zwischen 1823 und 1834 das Datum handschriftlich beigesetzt.
Im Jahre 1833 verwendete Postmeister Friedrich Unger (1833–1839) einen Hammerstempel mit Ortsangabe und Zahlendatum, mit zweifacher Wellenlinienumrandung. Unter dem Postmeister Lieutenant C. G. Simonis (1839–1855) kam 1852 ein neuer Hammerstempel mit graden Umrandungslinien in Gebrauch. Diese Stempelform ist nur von Gandersheim bekannt geworden.
Postmeister Adolph Damköhler (1855–1857) verwendete seit 1854 einen Rechteckstempel mit Ortsbezeichnung sowie mit Datum Stern und Uhrzeit abgelöst. Unter Constantin Wildt (1860–1862) folgte 1860 ein Zweikreisstempel mit Tag, Monat und Jahr und Stunden. Zur Entwertung der Postwertzeichen verwendete man ab 1856 den Rostrautenstempel mit der Nummer „14“.
Die Postexpedition wurde 1838 in eine Postverwaltung, 1855 wieder in eine Post-Expeditionen, 1856 erneut in eine Postverwaltung und 1856 in ein Bahn- und Postamt umgewandelt. In der Zeit des Norddeutschen Postbezirks 1869 hatte Gandersheim eine Postexpedition I. Klasse, Bei der Reichspost 1872 eine Post-Verwaltung und 1876 Postamt II Klasse.
Bis 1858 hat es eine Posthalterei gegeben, wie man dem Adressbuch entnehmen kann, es sind dort die Posthalter Christoph Ölzen (1833–1848), Friedrich Oelzen (1850–1858) genannt.
Im Königreiche Hannover kam es zur Aufhebung einer bestehenden Einrichtung und Errichtung neuer Postexpeditionen und Relais, „die Postexpedition Bönnien ist mit dem 1. Oktober 1838 aufgehoben, und dagegen ein Relais zu Bockenem etabliert, Entfernung nach Gandersheim 2¾, nach Lutter am Barenberg 1½ und nach Seesen 2 Meilen“.
1844 erhielt Heinrich Dieckmann aus Gandersheim das einfache Ehrenzeichen für verdiente Postillions, 1847 erhielt er das zweifache Ehrenzeichen und ein Geschenk von 10 Thl.

## Seesen
Seesen (Schusa, Seehusa (794)) grenzt im Osten an den Ambergau. In der Zeit von Rudolf August (Braunschweig-Wolfenbüttel) (* 16. Mai 1627 in Hitzacker; † 26. Januar 1704 in Hedwigsburg) kaufte Lünig das Haus an der Junkerstraße unter der Versicherungsnummer 125. Ihm war auch die Besorgung der Post übertragen worden und damit die Erlaubnis das fürstliche Wappen vor diesem Hause aufzuhängen

Bahnstrecke aus Fotokopie (überarbeiteter Auszug)

Von Seesen an der Selke ist bekannt, dass die Heerstraßen nach Frankfurt, Nürnberg und Holzminden sich in Seesen vereinigten. „Auch ist eine wichtige Postexpedition da“. Die Entfernung nach Gandersheim betrug 1 Meile, von Staufenburg (ehemals Lichtenhagen) 1 Meile, von Osterode 2 Meilen. „Bis Clausthal (2½ Meilen) ist der Weg sehr schlecht“.
Von Seesen aus ging eine Chaussee nach Klingenhagen, Neuen Krug, Langelsheim über die Innerste, Sophienhütte, Juliushütte nach Goslar. Ein Weg führte von Seesen nach Herrenhausen, Münchehof, Fürstenhagen, Staufenburg (Ruine) Gittelde, Teichhütte, Badenhausen, Lasfeld, Osterode, Herzberg, Wildemann, Zellerfeld- und Clausthal.
Hinzu kam die große Straße, welche von Nordhausen über Herzberg, Osterode, Gittelde und Seesen führte.
In der Westphälischen Zeit gehörte Seesen ins Departement der Leine zum Kanton Einbeck. Der Postdirektor 3. Klasse Österreich (1810–1813) erhielt den Einzeiler aber auch die übrigen westphälischen Stempel.

Frühe Poststempel von Seesen

Nach den Befreiungskriege ist der Postrath E.J.H. Österreich (1833–1842) als Postmeister weiterhin im Dienst. Ernannt wurde der bisherige Postsekretär Leopold Henneberg (1843–1859) zu Wolfenbüttel zum 1. Januar 1843 und der Postaspirant Theuerkauf zu Sessen vom 20. November an zum Postschreiber, er wechselte 1843 zum Hofpostamt in Braunschweig. Es folgten der bekannte Postmeister Adolph Damköhler als Vorstand (1858). Dies zeigt sehr deutlich die Wichtigkeit der Postexpedition Sessen als Schnittpunkt der unterschiedlichen Postrouten.
Um 1834 kam in Seesen ein Bogenstempel mit Datumszeile in Gebrauch. Ihm folgte zwischen 1855 und 1867 ein Rechteckstempel, wobei die Verwendungszeiträume empirisch ermittelt wurden und genaue Daten nicht vorliegen. Zum Rechteckstempel kam 1864 noch ein Zweikreisstempel.
Am 18. September 1835 verkündete das General-Circular Nr. XIX (19) von der Einrichtung einer Fahrpost-Verbindung zwischen Hildesheim und Seesen und der Aufhebung der Botenpost zwischen Seesen und Bockenem sowie von einer neuen Botenpost zwischen Seesen und Osterode.
1838 wurde der Grenzpunktes gegen Hannover von Bockenem nach Seesen verlegt. Gleichzeitig wurde die Postexpedition Bönnien zum 1. Oktober 1838 aufgehoben und in Bockenem ein Relais etabliert. Die Entfernung nach Gandersheim betrug 2¾, nach Lutter am Barenberg 1½ und nach Seesen 2 Meilen. Vom Relais in Clausthal betrug die Entfernung nach Seesen 2½ Meilen.

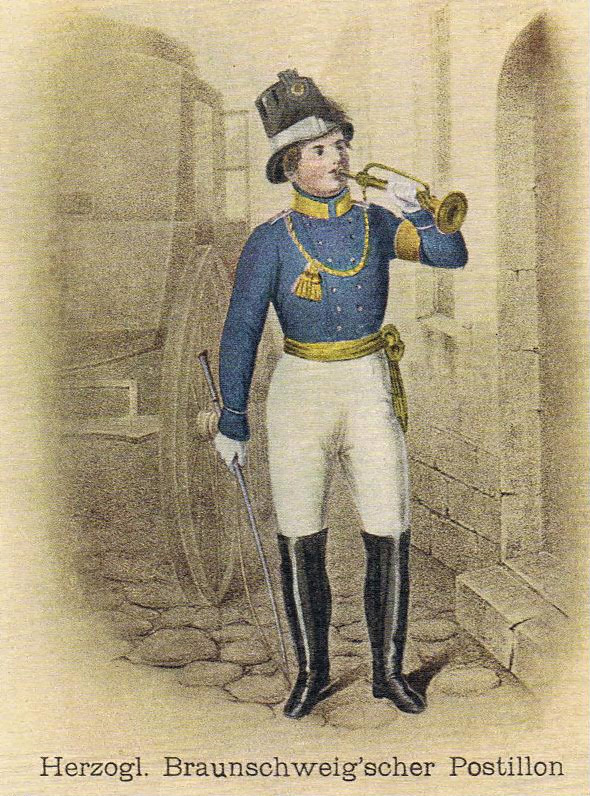
Ein braunschweigischer Postillion

Die Postillione in Seesen waren erfolgreich, so erhielten Ludwig Riecke und Andreas Schröder, beide aus Seesen, 1842 „das dreifache Ehrenzeichen mit monatlicher Zulage von 1 Rthlr“. Heinrich Riecke erhielt „das zweifache Ehrenzeichen und ein Geschenk von 10 Rthlr“. Ludwig Riecke wurde 1844 „wegen Dienstunfähigkeit mit einer jährlichen Pension von 24 Thl. in den Ruhestand versetzt“. Es ging aber auch anders, „einem Postillion wurde die Pension auf 12 Thl gekürzt, da er den Umsturz eines Postwagens verschuldet hatte“. Der General Circular meldete 1847: „Der Postillion Heinrich Riecke zu Seesen hat eine uneingeschriebene Person befördert, ihm wurde die verliehenr Ehrentrompete abgenommen, verbunden mit der Einstellung der Zusatzzahlung die ihm wegen 20jähriger Dienstzeit“ zugesprochen worden war. Dennoch erhielt Heinrich Riecke wenige Monate später „das dreifache Ehrenzeichen mit monatlicher Zulage von 1 Thl“ erneut zugesprochen.
Die Wagenmeisterei (Poststation, Relais) bestand von alters her. Heinrich Ricke aus der Postillion Familie war 1857–1871 einer der Wagenmeister.
Die Eisenbahn von Börssum nach Kreiensen wurde am 5. August 1856 eröffnet. Per Gesetz vom 18. Juli 1856 wurde die Bezeichnung der einzurichtenden Stationen Seesen, Gandersheim und Kreiensen zu Bahn- und Postämter verfügt.

## Lutter am Barenberge
Lutter am Barenberg, ein ansehnliches Pfarrdorf, 4 Meilen von Braunschweig und 2 Meilen von Seesen, der Sitz eines Justiz- und Pachtamtes, und einer Postexpedition an der Frankfurter Straße.
Eine amtliche Botenpost bestand seit 1709 von Wolfenbüttel nach Lutter und Gandersheim über Seesen und zurück. Die 1743 eingerichtete Fahrpost von Braunschweig über Salzgitter und Seesen nach Gandersheim ging ebenfalls über Lutter. Es ist unwahrscheinlich, dass es da keine Postanstalt gegeben hat.
Lutter am Barenberg gehörte im Königreich Westphalen ins Departement der Oker zum Distrikt Goslar. In dieser Zeit war laut Almanach Royal de Westphalie ein Herr Südekum (1810–1813) Direktor der Expedition, also Leiter einer Poststation für Pferdewechsel.
In den späteren Adressbüchern erscheint die Posthalterfamilien mit Heinrich L. Südekum (1843), Friedrich Südekum (1848–1870) W. Südekum (1871–1883) weiter. Man kann davon ausgehen, dass 1883 die Posthalterei geschlossen wurde.

Frühe Poststempel von Lutter am Barenberg

1835 ist in Lutter eine Postexpedition eingerichtet worden. Per Gesetz vom 14. Juli 1856 wurde sie in Herzogliche Bahn- und Post-Expeditionen umbenannt.
Anscheinend wurde 1808 ein zweizeiliger Schreibschriftstempel eingeführt der bis 1827 verwendet wurde. Der Einzeiler „LUTTER AM B:B“ ist 1810 als westphälischer, ebenso wie der Zweizeiler „FRANCO /. .“ eingeführt worden. Dieser Einzeiler blieb bis 1855 in Gebrauch. In den letzten Jahren wurde das Datum handschriftlich beigesetzt. Der Zweikreissehnenstempel kam 1844 nach Lutter, auch hier sollte das Datum handschriftlich eingefügt werden. Beim Rechteckstempel, der 1853 zur Anwendung kam, wurde die Halbtageszeit Vormittag/Nachmittag, durch einen Stern getrennt. Das Datum war täglich neu zu stecken. Zur Entwertung der Postwertzeichen verwendete man den Rostrautenstempel mit der Nummer „32“. Im Jahre 1865 kam dann der Zweikreisstempel mit Datum, Jahr und Uhrzeit in Gebrauch.

## Gittelde

Frühe Poststempel von Gittelde

Von der großen Straße, welche Nordhausen über Herzberg, Osterode, Gittelde und Seesen berichtet Friedrich Hoffmann von einer Postanstalt ist noch keine Rede. Früher wurde die Post aus Gittelde wahrscheinlich im nahegelegenen Sessen aufgegeben und abgeholt.
Das General-Circular der braunschweigischen Post berichtet 1840 von der „Errichtung von Postcollectionen in Gittelde zum 1. September 1844. Zum Franco bis Seesen ist noch ein Zuschlagporto nach Maßgabe der ersten Tax-Progression (6 Pfg. für den einfachen Brief) zu erheben“. Briefe aus dieser Zeit erkennt man äußerlich am handschriftlichen Ortsvermerk. Postwärter war August Carl Gieseke.
Er war auch noch im Amt als am 1. Oktober 1846 das Postwärteramt in eine Postexpedition umgewandelt wurde, wie das General-Circular (1868) zu berichten weiß. Das Binnenporto blieb mit ½ Gutegroschen unverändert. Zur gleichen Zeit kam der Zweikreissehnenstempel in Gebrauch bei der August Pook (1852–1855), das Datum handschriftlich eingetragen sollte.
Im Jahre 1855 wurde ein Rechteckstempel mit Zahlendatum eingeführt. August Schmalhoff (1855–1871) war Postexpedient. Zur Entwertung der Postwertzeichen verwendete man Rostrautenstempel mit der Nummer „15“ Der Rechteckstempel wurde abgelöst vom Zweikreisstempel mit Datum, Jahreszahl und Stundenangabe. Nun waren der Bahn-Assistent Preßler Vorstand (1872–1874) und als Stationsinspektor (1875–1880). Die Leitung ging an den Postassistenten Carl Klünker als commisarischen Vorstand (1881–1882), es blieb beim commisarischer Vorstand mit Heinrich Kather (1883), Armin Jenner (1884), Konrad Keune (1885) und Ernst Borchers (1886).
Die Post-Expedition wurde 1887 in eine Postagentur umgewandelt. Postagent waren Ferdinand Schierse (1887–1890), August Klipp (1891–1907), Wilhelm Gödecke (1908–1909), keine Angaben (1910–1914), Clemens Helmbold (1915–1916)
Im Jahre 1893 erhielt der Ort eine zweite Postanstalt. Im Stempel unterschieden mit „Gittelde 2 (Bahnhof)“ und „Gittelde 1 Ort“. Seit 1912 stand im Stempel „Gittelde (Harz)“.

## Badenhausen
Von Badenhausen ist ein Einzeiler-Stempel von 1810 bekannt, von dem bis heute erst ein Abschlag gesehen wurde.

Frühe Poststempel von Badenhausen

Am 1. Oktober 1840 kam es zur Errichtung einer Postcollectionen in Badenhausen, unter dem Steuereinnehmer, J. Fr. W. Grundner, (1. Oktober 1840–1841) gefolgt von August Wachsmuth, (1841–1854). Im gleichen General-Circular heißt es: „Zum Franco bis Seesen ist noch ein Zuschlagporto nach Maßgabe der ersten Tax-Progression (6 Pfg. für den einfachen Brief) zu erheben“. Eine Postcollection war keine eigentliche Postanstalt, vielmehr wurden hier die Post aus dem Ort gesammelt, in einen Beutel verpackt und der Postkutsche, bei einem kurzen Aufenthalt, übergeben. Für diese Tätigkeit war das Binnen-, das Zuschlagporto, zu zahlen. Bis 1846 sind die Sendungen handschriftlich mit „Badenhausen“ und Datum in Ziffern gekennzeichnet worden.
Am 1. Oktober 1846 wandelte die Braunschweigische Post die Post-Collectionen zu Badenhausen in eine Postexpedition um, aus dem bisherigen Postwärter August Wachsmuth zu Badenhausen wurde ein Post-Expediteur. Das Binnenporto betrug weiterhin ½ Gutegroschen. Sein Nachfolger wurde August Dörries (1855–1863) und H. Leßmann (1863–1870).
Die Postexpedition erhielt zur Eröffnung einen Zweikreissehnenstempel, auch hier war das Datum handschriftlich einzutragen. Diesen Stempel findet man noch auf Briefen aus der Markenzeit. Ab 1854 kam der Rechteckstempel zur Anwendung. Badenhausen erhielt den Rostrautenstempel mit der Nummer „1“.
Seit 1869 hatte Badenhausen eine Post-Expedition II. Classe unter Christian Leßmann. Die kleine Expedition wurde 1893 in eine Postagentur umgewandelt. Postagenten waren Wilhelm Mackensen, bis 1897 gefolgt von Fritz Mackensen (1898–1916). Als Landbriefträger werden Carl Weber zwischen 1899 und 1903, und Friedrich Reuter bis 1914 genannt.

## Langelsheim

Frühe Poststempel von Langelsheim

Da der Ort schon früher ein Kreuzungspunkt verschiedener Landstraßen war, hatte er auch wohl schon vor 1800 eine Poststation. Es ist sicher das Langelsheim am 1. April 1819 eine Post-Expedition erhielt, die von den Postexpedienten Stolle (1819), Carl August Christian Kettig (1833–1848), August Dressel (1848–1852) und August Bosse (1852–1872) geleitet wurden.
Eine Postagentur leiten die Postagenten: W. Zenker (1873–1874), W. Bauer (1875–1876) die Postassistent Wilhelm Röhrig (1877–1913) und Eduard Godelmann, (1914–1916). Weiter nennt das Adressbuch Antonius Brandes (1904) und Friedrich Ohnesorge (1906–1910) der 1913 zum Oberpostassistent befördert worden war.
Neben dem Einzeiler mit dem falschen „N“ gab es einen weiteren bei dem ab 1837 das Datum handschriftlich vermerkt worden war. Der Zweikreissehnenstempel kam 1848 nach Langelsheim. Auch hier war das Datum noch handschriftliche einzutragen. Zur Entwertung der Postwertzeichen verwendete man den Rostrautenstempel mit der Nummer „30“ Der erste Rechteckstempel kam 1856 in Gebrauch. Hier wurde das Datum bereits gesteckt. Ab 1859 enthielt der Rahmenstempel mit Datum, Stern und Buchstaben für Vor- bzw. Nachmittag.
Zwischen 1892 und 1916 bestand in Astfeld (Langelsheim 5) eine Post-Agentur. Postagenten waren August Diedrich (1892–1893), August Edler (1894–1898), Friedrich Edler (1899–1900), und Auguste Diedrich (1901–1916).

## Bodenburg

Frühe Poststempel von Bodenburg

Zwischen 1828 und 1850 befand sich in Bodenburg eine königlich hannöversche Post-Collection. 1836 verkündet das General-Circular der braunschweigischen Post vom 6. August über die Brieftaxe nach den Örtern Salzdetfurth und Bodenburg. „wofür die Taxe nach dem Satze von 6 Pfg. für Salzdetfurth und von 9 Pfg. für Bodenburg außer der Hildesheimer Taxe erhoben wird.“ Die Post war also auf Hildesheim zu leiten. Ortsvermerke auf Briefen wurden handschriftlich angebracht.
Ab 1. Mai 1850 wurde die Post herzoglich braunschweigisch. Die Postexpedition wurde „dem bisherigen Hannoverschen Post-Distributor Hoechel (1850–1858) daselbst übertragen.“ „Ab 1. Februar 1861 hört Höchel auf und wird durch den Kaufmann Spengler abgelöst“. Bei der Postexpedition zu Bodenburg trat der Gemeindevorsteher Witte (1865–1873) zum 1. September 1865 an die Stelle des Postexpedienten Spengler.
Neben dem Zweikreissehnenstempel, der 1850 geliefert worden war, gab es seit 1854 einen Rechteckstempel „Bodenburg“ mit Datum und Uhrzeit in Ziffern. Zur Entwertung der Postwertzeichen kam, wie in allen braunschweigischen Postanstalten ein Rostrautenstempel mit der Nummer „5“ in der Mitte zum Einsatz.

## Klein-Rhüden und Bornum

Frühe Poststempel von Klein-Rhüden

In Klein-Rhüden befand sich zwischen dem 1. Oktober 1846 bis zum 30. September 1864 eine Postexpedition. Postexpedienten waren der Kaufmann Wilhelm Henze (1846–1852), 1852 war die Stelle vacant, es folgte Herr Wöhler (1853–1857) und Heinrich Delolme (1857–1864).
Neben dem Zweikreissehnenstempel, bei der das Datum von Hand einzutragen war, wurde seit 1851 ein Rechteckstempel mit Zahlendatum, Stern und Stundenangabe verwendet. Zur Entwertung der Postwertzeichen verwendete man den Rostrautenstempel mit der Nummer „27“.

Frühe Poststempel von Bornum bei Seesen

Die Braunschweigischen Anzeigen schrieben am 23. September 1864: „In Folge der Verlegung der gegenwärtig zwischen Seesen und Bockenem gelegenen Postexpetition Klein-Rhüden nach dem Orte Bornum werden die freiwerdenden Bestellbezirke dieser neuen Postanstalt zugeteilt. Der Landbriefträger geht täglich (außer sonntags) nach Jerxe, Ortshausen, Mahlum, Volkersheim und Schleweke“.
Nach dem Umzug von Klein-Rühden nach Bornum verwaltete der Postverwalter Heinrich Delolme (1864–1875) auch hier die Postexpedition. Als Landbriefträger wird Heinrich Pelz (1864–1883) genannt. Mit Karl Harzig (1908–1916) endete in Bornum die Zeit der Landbriefträger, wie den Adressbüchern zu entnehmen ist. Die Postversorgung der umliegenden Orte war neu geregelt worden.
1892 wurde die Postexpedition in eine Postagentur mit Pferdestation umgewandelt. Postagent war: Wilhelm Ristedt (1892–1893) Als Posthalter wird Herr Sieburg (1892–1893) genannt.

## Delligsen

Frühe Poststempel von Delligsen

Das General-Circular der braunschweigischen Post berichteten 1846 von der „Errichtung einer Post-Expedition in Delligsen. Mit dem 1. Juni 1864 übernimmt der Kaufmann F. W. Bredenschey daselbst die Verwaltung. Zum Distributionsbezirk (Zustellbezirk) gehören: Brunkensen, Hohenbüchen, Koppengraben, Grünenplan, Markeldissen, Kairde, Ammensen, Düsterthal und Varrigsen“.
Mit Einrichtung der Post erhielt Delligsen den Zweikreissehnenstempel, bei dem das Datum handschriftlich einzutragen war. 1854 kam der Rechteckstempel mit Ortsnamen, Datum, Stern und Uhrzeit in Gebrauch.
Die Postexpedition bestand bis 1873, seit 1848 tat dort der Expedient Heinrich Bredenschey und seit 1854 der Landbriefträger Heinrich Gericke Dienst, seit 1866 unterstützte ihn August Göke. 1870 muss es in Delligsen eine Posthalterei gegeben haben, Posthalter war August Beinling (1870).

## Mühlenbeck

Frühe Poststempel von Mühlenbeck

Mühlenbeck war ein Wirtshaus zwischen Brunsen und Holtershausen im Amt Greene, gelegen an der Kreuzung der Straßen Greene–Eschershausen und Ammensen–Einbeck. Die Zollstation war nur wenige Meter entfernt. Es ist nicht bekannt, ob die Postkutsche durchkam und es eine kleine Postanstalt gegeben hat, oder ob der Landbriefträger aus Greene den Ort mit Post versorgte.
Im Verzeichnis der Postorte im Königreich Westphalen wird (1811) der Postexpediteur Metgen in Mühlenbeck genannt. Die Familie Metge fand sich bis 1835, nach einer Unterbrechung durch Maximilian Baller (1835–1847) sogar, mit Friedrich Metge, bis 1850 unter den Postlern im Adressbuch. Gleichzeitig betrieben die Expediteuere eine Posthalterei. Sie ist unter der Witwe Metge (1851–1852), Friedrich Metge (Sohn) (1854–1860) und August Hobein bis 1869 im Adressbuch nachgewiesen.
In der westphälischen Zeit wurde der Einzeiler eingeführt. Ab 1840 setzte der Postbeamte das Datum handschriftlich darunter. 1847 kam ein Zweikreissehnenstempel in Gebrauch. Bei diesem Stempel war das Datum ebenfalls handschriftlich einzutragen.
1842 erhielten die Postillione August Papenberg und Ludwig Helmke aus Mühlenbeck das einfache Ehrenzeichen. Wenig später (1844) ging das zweifache Ehrenzeichen und ein Geldgeschenk von 10 Thl. an August Papenberg und Ludwig Helmke, beide aus Mühlenbeck. 1849 ging das dreifache Ehrenzeichen mit monatlicher Zuzahlung von einem Taler an den Postillion Ludwig Helmke aus Mühlenbeck. August Papenberg, Mühlenbeck, wurde nach zwanzigjähriger Dienstzeit mit zwei Talern monatlich in den Ruhestand versetzt.
1846 forderten Postkunden das der Distributions(Zustellungs)-Bezirk der Postexpedition zu Mühlenbeck um die Orte Grünplan, Markeldissen, Delligsen, Ammensen, Eimen, Kaierde und Naensen erweitert werden soll. Sie wurden bisher von Greene aus versorgt, dem wurde stattgegeben.
Die Postexpedition wurde am 1. August 1854 geschlossen, die Posthalterei hatte bis 1869 bestanden. Im General-Cirkular der braunschweigischen Post von 1854 lautet die Überschrift zu § 1 „Eröffnung der Hannoverschen Südbahn und Einrichtung einer braunschweigischen Post-Expedition zum 1. August zu Kreiensen sowie die Aufhebung der Postexpedition in Mühlenbeck betreffend.“

## Naensen

Frühe Poststempel von Naensen

Naensen gehört heute zu Einbeck und lag ab 1865 an der Bahnstrecke Kreiensen–Stadtoldendorf. Naensen gehörte bis 1846 zum Zustellbezirk Greene und ging dann bis 1854 an Mühlenbeck.
Die Braunschweigischen Anzeigen vom 6. Oktober 1865 berichteten: „Vom 10. d. Monats an, treten die zu Naensen und Vorwohle eingerichteten, mit den dortigen Eisenbahnstationen combinierten Postanstalten in Wirksamkeit, wogegen die Postexpeditionen zu Greene und Mainholzen, aufgehoben werden“, natürlich mit einer neuen Aufteilung der Zustellbezirke. Postexpedienten in Naensen waren der Vorstand Hermann Gehrke (1865–1866), der Postassistent Robert Benckendorf (21. Mai 1866 – 1868), Carl Melchers (1869–1872) und Voges (1873).
Der Zweikreisstempel mit Datum, Jahr und Uhrzeit wurde seit 1865 verwendet. Zur Entwertung der Postwertzeichen verwendete man den Rostrautenstempel mit der Nummer „16“, der vorher in Greene benutzt worden war.
1877 wurde die Postexpedition in eine Postagentur umgewandelt. Postagenten waren Ernst Binnenwies(1874–1881). Er war seit 1865 als Landbriefträger tätig gewesen.
Seit 1888 muss es eine Posthalterei gegeben haben. Im Adressbuch sind die Posthalter August Voß (1888–1897), Wilhelm Nienstedt (1888–1892), Carl Bünger (1895–1896), Karl Strohmeyer (1898–1899), Wilhelm Hoffmeister (1899) und Reinecke (1899) genannt.

## Greene und Kreiensen

### Greene

Frühe Stempel von Greene

Eine reitende Post zwischen Braunschweig und Holzminden wurde 1743 von einer fahrenden Post auf gleicher Strecke abgelöst. Man kann davon ausgehen, dass es damals bereits eine Postwärterei in Greene gab. Es soll ein Schreibschriftstempel verwendet worden sein und natürlich gab es handschriftliche Ortsvermerke auf den Briefen.
In der Zeit des Königreichs Westphalen gehörte Greene zum Departement der Leine, zum Distrikt Einbeck und war Kantonsort. Die Postexpedition unter dem Expedienten Kircher (1810–1813) erhielt die vorgeschriebenen Stempel. Ein Einzeiler „Grene“ und „Franco Grene“, also ohne 2 „ee“, sind bekannt.
1845 ist ein Zweikreisstempel mit Ortsangabe „Greene“ und einem Datum in Ziffern eingeführt worden. Zur Entwertung der Postwertzeichen verwendete man den Rostrautenstempel mit der Nummer „16“.
Am 6. Oktober 1865 berichten die Braunschweigischen Anzeigen, dass „vom 10. des Monats die zu Naensen und Vorwohle eingerichteten, mit den dortigen Eisenbahnstationen combinierten Postanstalten in Wirksamkeit treten, wogegen die Postexpeditionen zu Greene und Mainholzen, aufgehoben werden. Dies führte auch zur neuen Aufteilung der Zustellbezirke. Bis dahin war dort der Postmeister Friedrich Koch (1833–1865) für die Post verantwortlich.“
Zwischen 1865 war 1886 Greene ohne eigene Postanstalt, auch im Adressbuch wurden keine Postler für Greene aufgeführt.
Greene hatte dann zwischen 1886 und 1894 eine Postagentur. Postagent war August Christ (1886–1894). Im Jahre 1894 wurde die Postagentur zur Poststelle, hier taten die Postverwalter August Steinmann (1894–1900), Wilhelm Steinmann, ab 1912 auch Postsekretär (1901–1916) ihren Dienst.
Zwischen 1894 und 1900 muss es eine Posthalterei gegeben haben. Die Adressbücher aus diesen Jahren nennen Wilhelm Sukop (1894–1898) und Wilhelm Hesse (1898–1899) als Posthalter.

Ausschnitt aus einer Karte von J. B. Homann

### Kreiensen

Frühe Poststempel von Kreiensen

Am 1. Januar 1826 ist die in Kreiensen bestehende Postanstalt geschlossen worden. So jedenfalls berichten die Braunschweigischen Anzeigen vom 29. Dezember 1825. Wann sie eingerichtet wurde, ist nicht bekannt.
Mit der Eröffnung der Hannoverschen Südbahn kam es zur Einrichtung einer braunschweigischen Post-Expedition zum 1. August 1854 in Kreiensen. Postmeister war August Glenewinckel (1854–1857). Er verwendete einen Rechteckstempel mit Datum, Stern und Uhrzeit dem 1865 ein Zweikreisstempel mit Datum, Jahreszahl und Uhrzeit folgte. Zur Entwertung der Postwertzeichen verwendete man den Rostrautenstempel mit der Nummer „29“.
Das Gesetz vom 15. Februar 1856 über die Bahnordnung für die hiesige Südbahn regelte, dass die Strecke der Südbahn von Börssum nach Kreiensen in nächster Zeit befahren werden sollte. Hier galt dann auch die Bahnordnung. Am 14. Juli 1856 wurde die Postexpedition Kreiensen in ein „Herzogliches Bahn- und Postamt“ umgewandelt. Am 5. August 1856 eröffnete die Braunschweigische Südbahn. Nun war Theodor Premmel (1857–1862) Postmeister.
1861 wird mit der Krone Preußens über den Bau einer Eisenbahn von Kreiensen nach Altenbeken ein Vertrag abgeschlossen. Postassistent Constantin Wildt (1862–1863) übernimmt interim die Geschäfte, ebenso wie der Postexpedient Carl Plagge (1863–1868) und der Postassistent Otto Kuhlmey (1870–1872).
Die Reichspost stufte die Post in Kreiensen 1871 auf eine Post-Expedition zurück, 1872 in eine Post-Verwaltung und seit 1876 in ein Kaiserliches Postamt. Postmeister waren in dieser Zeit der Postassistent 1873 Richard Franzke sowie die Postsekretäre Wilhelm Fischer (1874–1886, bis 1883 commisarisch), Theodor Müller (1887–1897, bis 1890 commisarisch), Dietrich Beinsen (1898–1902) und Wilhelm Ritter (1903–1916).
Zwischen 1855 und 1873 wird es eine Posthalterei gegeben haben, jedenfalls waren die Wagenmeister August Gloxin (1855–1856), Friedrich Langelüddecke (1857), Friedrich Lampe (1858), Wilhelm Schlüter (1860–1872) und Christian Zimmermann (1873) bei der Post in Kreiensen beschäftigt.
Seit 1896 bestand im Ort Kreiensen bis zum 31. März 1909 eine Postagentur, Postagent war Christian Keilmann (1896–1909).